# Pieter Post
Pieter Jansz Post (Haarlem, 1 de maio de 1608 — Haia, 8 de maio 1669) foi um arquiteto e pintor neerlandês.
Post era filho de um pintor de vitrais e irmão mais velho do pintor Frans Post.
A ele é creditado a criação do estilo barroco neerlandês, juntamente com Jacob van Campen, com quem projetou o Mauritshuis, em Haia.